# Фернанду, Бруну
Бруну Афонсу Давид Фернандеш (порт. Bruno Afonso David Fernandes; род. 15 августа 1998, Луанда) — ангольский профессиональный баскетболист, играющий на позиции тяжёлого форварда. Выступает за испанский клуб «Реал Мадрид». Был выбран на драфте НБА 2019 года под 34-м номером.

## Школа
В Луанде (Ангола) Бруну Фернанду начал играть в баскетбол за команду родного города. Во время выступлений за национальную сборную на чемпионате мира по баскетболу 2014 U17 на него обратили внимание скауты из США. В 2015 году Бруно поступил в академию Монтрверде в Монтверде (Флорида). Он поступил в Южный методистский университет в апреле 2016, но в этом же месяце юный баскетболист решает перевестись на курс 2017 года. Сезон 2016—2017 Бруно провёл в академии IMG,Брейдентон (Флорида). В октябре 2016, Бруно Фернандо поступает в Мерилендский университет в Колледж-Парке, рассматривая, как альтернативу Обернский университет, университет Алабамы и университет штата Флорида.

## Колледж
Фернанду дебютировал за Мериленд 10 ноября 2017 года в игре против Университета штата Нью-Йорк в Стоуни-Брук. Выйдя со скамьи запасных, он за 13 минут игры набрал 10 очков и совершил 2 подбора, 1 передачу и 1 перехват. 8 января 2018 года баскетболист вошёл в команду недели новичков Big Ten после того, как в игре против Университета штата Пенсильвания он набрал 17 очков и 11 подборов. Рекорд по набранным очкам (21 очко) игрок установил в игре против Айовского университета. Первый сезон Бруну провёл очень сильно, показав в среднем за игру 10,3 очка, 6,5 подборов и 1,2 блок-шота и войдя в символическую сборную новичков All-Big Ten. После этого сезона Фернанду выдвинул кандидатуру на драфт НБА 2018 года, принял участие в предварительной оценке, но позже снял свою кандидатуру и вернулся в Мериленд.

## Профессиональная карьера

### Атланта Хокс (2019—2021)
Фернанду был выбран по 34-м номером на драфте 2019 года командой «Филадельфия Севенти Сиксерс». Таким образом Бруну стал первым баскетболистом НБА из Анголы. Далее он был обменял в клуб «Атланта Хокс». 7 июля 2019 года клуб сообщил, что подписал контракт с баскетболистом. 24 октября 2019 года, Бруну дебютировал в НБА, выйдя со скамьи запасных в победном матче против Детройт Пистонс со статистикой в 7 очков, 3 подбора и 2 передачи. 25 ноября он был переведён в клуб Атланты Хокс в Джи-Лиге НБА — Колледж Парк Скайхокс. И в этот же день Бруно дебютировал в лиге. В январе 2020 года Фернанду пропустил несколько игр из-за смерти матери.

### Бостон Селтикс (2021—2022)
7 августа 2021 года Фернандо был обменян в «Бостон Селтикс» в рамках сделки с тремя командами с участием «Сакраменто Кингз». 19 ноября 2021 года Фернандо дебютировал в составе «Мэн Селтикс», набрав 4 очка.

### Хьюстон Рокетс (2022—2023)
10 февраля 2022 года «Хьюстон Рокетс» приобрели Фернанду, Энеса Фридома и Денниса Шредера из «Бостон Селтикс» в обмен на Даниеля Тайса.

### Атланта Хокс (2023—2024)
9 февраля 2023 года Фернанду и Гаррисон Мэтьюз были обменяны в «Атланту Хокс» на Фрэнка Камински, Джастина Холидея и 2 будущих выбора второго раунда драфта. 30 июля 2024 года он был отчислен клубом.

### Торонто Рэпторс (2024—2025)
4 августа 2024 года Фернанду подписал негарантированный однолетний контракт с «Торонто Рэпторс». 7 января 2025 года игрок был отчислен.

### Реал Мадрид (2025—настоящее время)
24 января 2025 года Фернанду подписал контракт с мадридским «Реалом», выступающим в испанской Лиге ACB и Евролиге.

## Сборная Анголы
Бруну Фернанду во время участия в чемпионате мира по баскетболу 2014 до 17 лет в Дубае в среднем за игру набирал 9,1 очко, 10,6 подборов и 2,7 блок-шота. В 2016 году состоялся дебют баскетболиста в мужской сборная Анголы по баскетболу во время олимпийского квалификационного турнира в Белграде. Со средними показателями в 18,3 очков, 6,6 подборов, 2,1 передачи и 1,6 блока Фернанду привёл Анголу к золоту на чемпионате Африки по баскетболу 2018 U18, а также получил приз Afrobasket.com лучшего игрока Африканского первенства U18.

## Достижения
- Победитель чемпионата Африки (до 18 лет): 2016

## Статистика

### Статистика в НБА
| Сезон                                                                                    | Команда | Регулярный сезон | Регулярный сезон | Регулярный сезон | Регулярный сезон | Регулярный сезон | Регулярный сезон | Регулярный сезон | Регулярный сезон | Регулярный сезон | Регулярный сезон | Регулярный сезон | Серия плей-офф | Серия плей-офф | Серия плей-офф | Серия плей-офф | Серия плей-офф | Серия плей-офф | Серия плей-офф | Серия плей-офф | Серия плей-офф | Серия плей-офф | Серия плей-офф |
| Сезон                                                                                    | Команда | GP               | GS               | MPG              | FG%              | 3P%              | FT%              | RPG              | APG              | SPG              | BPG              | PPG              | GP             | GS             | MPG            | FG%            | 3P%            | FT%            | RPG            | APG            | SPG            | BPG            | PPG            |
| ---------------------------------------------------------------------------------------- | ------- | ---------------- | ---------------- | ---------------- | ---------------- | ---------------- | ---------------- | ---------------- | ---------------- | ---------------- | ---------------- | ---------------- | -------------- | -------------- | -------------- | -------------- | -------------- | -------------- | -------------- | -------------- | -------------- | -------------- | -------------- |
| 2019/20                                                                                  | Атланта | 56               | 13               | 12,7             | 51,8             | 13,5             | 56,9             | 3,5              | 0,9              | 0,3              | 0,3              | 4,3              | Не участвовал  | Не участвовал  | Не участвовал  | Не участвовал  | Не участвовал  | Не участвовал  | Не участвовал  | Не участвовал  | Не участвовал  | Не участвовал  | Не участвовал  |
| 2020/21                                                                                  | Атланта | 33               | 0                | 6,8              | 40,9             | 0,0              | 68,2             | 2,4              | 0,3              | 0,1              | 0,1              | 1,5              | 6              | 0              | 2,0            | 66,7           | -              | 100,0          | 0,2            | 0,0            | 0,0            | 0,0            | 1,0            |
| 2021/22                                                                                  | Бостон  | 20               | 0                | 2,9              | 50,0             | 100,0            | 80,0             | 0,8              | 0,2              | 0,0              | 0,2              | 1,0              | Не участвовал  | Не участвовал  | Не участвовал  | Не участвовал  | Не участвовал  | Не участвовал  | Не участвовал  | Не участвовал  | Не участвовал  | Не участвовал  | Не участвовал  |
| 2021/22                                                                                  | Хьюстон | 10               | 0                | 9,4              | 70,7             | 0,0              | 57,9             | 4,0              | 0,3              | 0,1              | 0,8              | 6,9              | Не участвовал  | Не участвовал  | Не участвовал  | Не участвовал  | Не участвовал  | Не участвовал  | Не участвовал  | Не участвовал  | Не участвовал  | Не участвовал  | Не участвовал  |
| 2022/23                                                                                  | Хьюстон | 31               | 4                | 11,7             | 51,6             | 0,0              | 68,2             | 3,9              | 1,0              | 0,2              | 1,0              | 4,1              | Не участвовал  | Не участвовал  | Не участвовал  | Не участвовал  | Не участвовал  | Не участвовал  | Не участвовал  | Не участвовал  | Не участвовал  | Не участвовал  | Не участвовал  |
| 2022/23                                                                                  | Атланта | 8                | 0                | 5,1              | 57,9             | 0,0              | 83,3             | 1,9              | 0,1              | 0,0              | 0,4              | 3,4              | Не участвовал  | Не участвовал  | Не участвовал  | Не участвовал  | Не участвовал  | Не участвовал  | Не участвовал  | Не участвовал  | Не участвовал  | Не участвовал  | Не участвовал  |
| 2023/24                                                                                  | Атланта | 45               | 2                | 15,2             | 58,3             | 0,0              | 66,7             | 4,3              | 1,0              | 0,6              | 0,6              | 6,3              | Не участвовал  | Не участвовал  | Не участвовал  | Не участвовал  | Не участвовал  | Не участвовал  | Не участвовал  | Не участвовал  | Не участвовал  | Не участвовал  | Не участвовал  |
| 2024/25                                                                                  | Торонто | 17               | 2                | 8,6              | 53,1             | -                | 75,0             | 3,0              | 1,1              | 0,2              | 0,5              | 3,4              | Не участвовал  | Не участвовал  | Не участвовал  | Не участвовал  | Не участвовал  | Не участвовал  | Не участвовал  | Не участвовал  | Не участвовал  | Не участвовал  | Не участвовал  |
|                                                                                          | Всего   | 220              | 21               | 10,6             | 54,3             | 12,2             | 65,3             | 3,2              | 0,7              | 0,3              | 0,5              | 4,0              | 6              | 0              | 2,0            | 66,7           | -              | 100,0          | 0,2            | 0,0            | 0,0            | 0,0            | 1,0            |
| Наведите курсор мыши на аббревиатуры в заголовке таблицы, чтобы прочесть их расшифровку. |         |                  |                  |                  |                  |                  |                  |                  |                  |                  |                  |                  |                |                |                |                |                |                |                |                |                |                |                |

### Статистика в Джи-Лиге
| Сезон                                                                                    | Команда               | Регулярный сезон | Регулярный сезон | Регулярный сезон | Регулярный сезон | Регулярный сезон | Регулярный сезон | Регулярный сезон | Регулярный сезон | Регулярный сезон | Регулярный сезон | Регулярный сезон | Серия плей-офф | Серия плей-офф | Серия плей-офф | Серия плей-офф | Серия плей-офф | Серия плей-офф | Серия плей-офф | Серия плей-офф | Серия плей-офф | Серия плей-офф | Серия плей-офф |
| Сезон                                                                                    | Команда               | GP               | GS               | MPG              | FG%              | 3P%              | FT%              | RPG              | APG              | SPG              | BPG              | PPG              | GP             | GS             | MPG            | FG%            | 3P%            | FT%            | RPG            | APG            | SPG            | BPG            | PPG            |
| ---------------------------------------------------------------------------------------- | --------------------- | ---------------- | ---------------- | ---------------- | ---------------- | ---------------- | ---------------- | ---------------- | ---------------- | ---------------- | ---------------- | ---------------- | -------------- | -------------- | -------------- | -------------- | -------------- | -------------- | -------------- | -------------- | -------------- | -------------- | -------------- |
| 2019/20                                                                                  | Колледж-Парк Скайхокс | 3                | 3                | 25,9             | 50,0             | 20,0             | 0,0              | 5,7              | 3,0              | 1,0              | 2,0              | 9,7              | Не участвовал  | Не участвовал  | Не участвовал  | Не участвовал  | Не участвовал  | Не участвовал  | Не участвовал  | Не участвовал  | Не участвовал  | Не участвовал  | Не участвовал  |
| 2021/22                                                                                  | Мэн Селтикс           | 7                | 2                | 20,6             | 66,7             | -                | 46,7             | 8,4              | 2,4              | 0,6              | 1,3              | 10,9             | Не участвовал  | Не участвовал  | Не участвовал  | Не участвовал  | Не участвовал  | Не участвовал  | Не участвовал  | Не участвовал  | Не участвовал  | Не участвовал  | Не участвовал  |
| 2023/24                                                                                  | Колледж-Парк Скайхокс | 1                | 0                | 21,0             | 44,4             | -                | 0,0              | 5,0              | 2,0              | 1,0              | 2,0              | 8,0              | Не участвовал  | Не участвовал  | Не участвовал  | Не участвовал  | Не участвовал  | Не участвовал  | Не участвовал  | Не участвовал  | Не участвовал  | Не участвовал  | Не участвовал  |
|                                                                                          | Всего                 | 11               | 5                | 22,1             | 58,8             | 20,0             | 38,9             | 7,4              | 2,5              | 0,7              | 1,5              | 10,3             | Не участвовал  | Не участвовал  | Не участвовал  | Не участвовал  | Не участвовал  | Не участвовал  | Не участвовал  | Не участвовал  | Не участвовал  | Не участвовал  | Не участвовал  |
| Наведите курсор мыши на аббревиатуры в заголовке таблицы, чтобы прочесть их расшифровку. |                       |                  |                  |                  |                  |                  |                  |                  |                  |                  |                  |                  |                |                |                |                |                |                |                |                |                |                |                |

### Статистика в NCAA
| Сезон | Команда  | Conf    | Class | GP | GS | MPG  | FG%  | 3P%  | FT%  | RPG  | APG | SPG | BPG | PPG  |
| --- | -------- | ------- | ----- | -- | -- | ---- | ---- | ---- | ---- | ---- | --- | --- | --- | ---- |
| 2017/18 | Мэриленд | Big Ten | FR    | 30 | 20 | 22,4 | 57,8 | 33,3 | 74,0 | 6,5  | 0,7 | 0,4 | 1,2 | 10,3 |
| 2018/19 | Мэриленд | Big Ten | SO    | 34 | 33 | 30,0 | 60,7 | 30,0 | 77,9 | 10,6 | 2,0 | 0,6 | 1,9 | 13,6 |
| Всего | Всего    | Всего   | Всего | 64 | 53 | 26,4 | 59,5 | 30,8 | 76,3 | 8,7  | 1,4 | 0,5 | 1,6 | 12,0 |
| Наведите курсор мыши на аббревиатуры в заголовке таблицы, чтобы прочесть их расшифровку Статистика приведена с сайта sports-reference.com |          |         |       |    |    |      |      |      |      |      |     |     |     |      |